# BNP Paribas Masters 2009

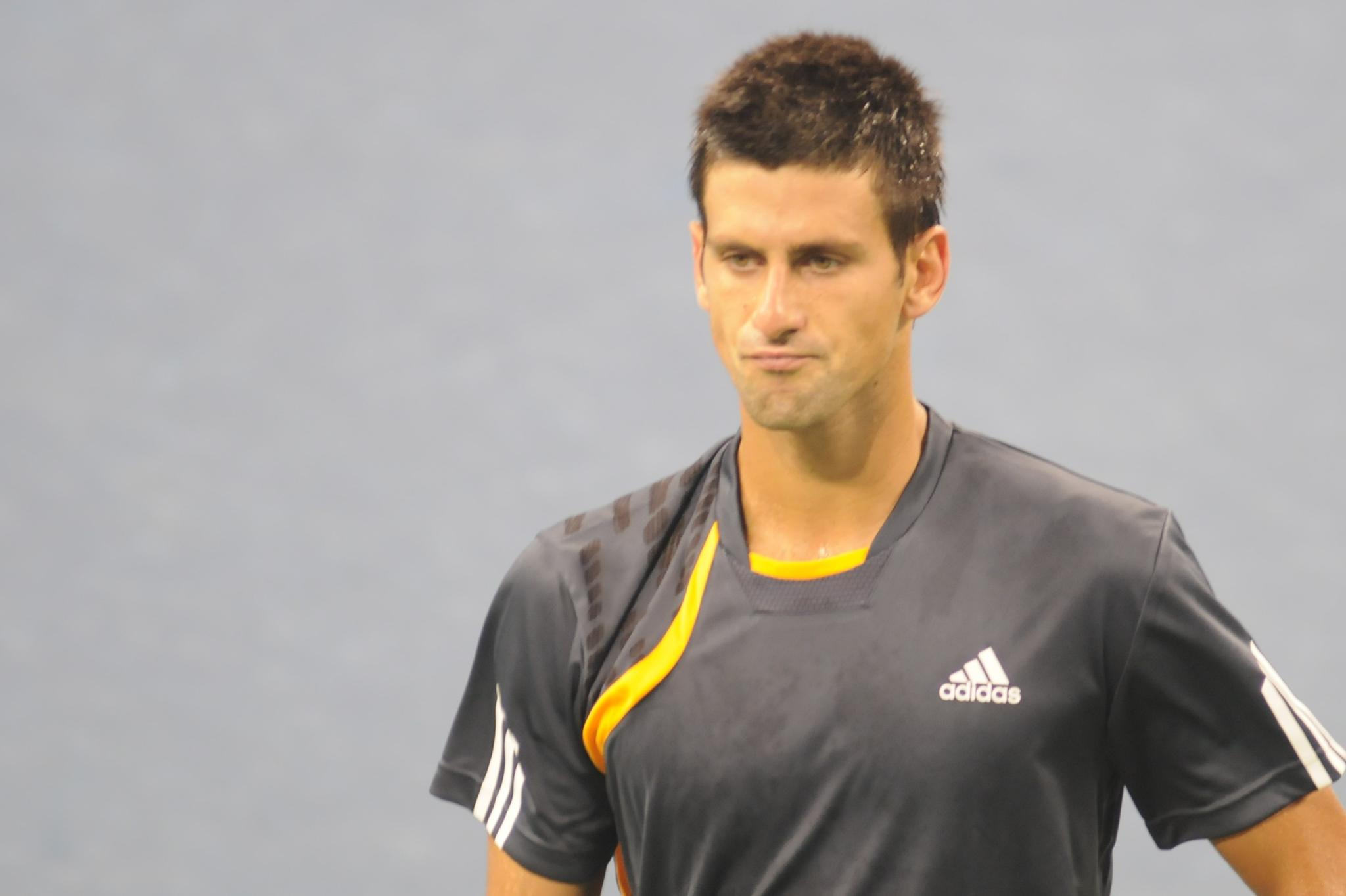
Чемпион одиночного турнира Новак Джокович из Сербии.

BNP Paribas Masters 2009 — профессиональный теннисный турнир, в 38-й раз проводившийся в Париже, Франция на закрытых кортах с покрытием типа хард. Турнир имеет категорию ATP Masters 1000.
Соревнования были проведены с 8 по 15 ноября 2009.
Прошлогодними чемпионами являются:
- Одиночный турнир —  Жо-Вильфрид Тсонга
- Парный турнир —  Йонас Бьоркман /  Кевин Ульетт.

## Соревнования

### Одиночный разряд
Новак Джокович обыграл  Гаэля Монфиса со счётом 6-2, 5-7, 7-6(3).
- Джокович выигрывает 5й титул в году и 16й за карьеру.
- Джокович с 5й попытки в сезоне побеждает на турнире категории ATP 1000 в этом сезоне.
- Джокович выигрывает 5 в карьере турнир категории ATP 1000.

### Парный разряд
Даниэль Нестор /  Ненад Зимонич обыграли  Марселя Гранольерса /  Томми Робредо со счётом 6-3, 6-4.
- Нестор выигрывает 9й титул в сезоне и 64й за карьеру.
- Зимонич выигрывает 9й титул в сезоне и 32й за карьеру.